# قانون پاشن

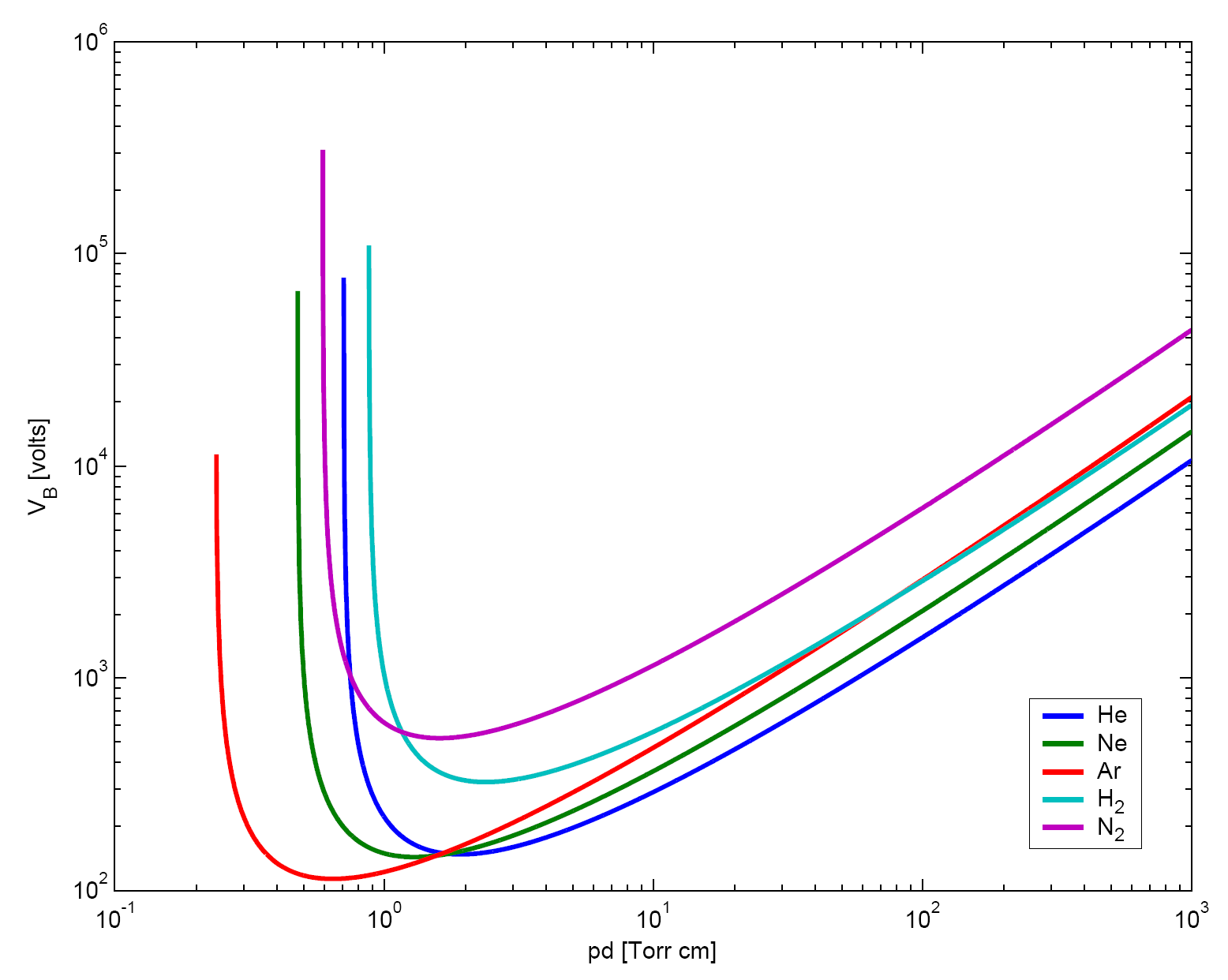
منحنی‌های پاشن بدست‌آمده برای هلیوم، نئون، آرگون، هیدروژن و نیتروژن به دست‌آمده از بیان ولتاژ شکست به صورت تابعی از پارامترهای A و B که درون‌یابی نخستین ضریب تانزند هستند.

قانون پاشن (به انگلیسی: Paschen's law) قانونی در مورد تخلیهٔ الکتریکی گازها است که بیان می‌کند ولتاژ لازم برای شکست الکتریکی گاز واقع در یک میدان یکنواخت تابعی است از حاصلضرب فشار گاز و فاصلهٔ بین الکترودها. با این وجود این رابطه مستقیم و خطی نیست.
{\displaystyle V_{b}=F(p.d)}
منحنی قانون پاشن مشخص می‌کند که ولتاژ شکست یک گاز معین، که در فاصلهٔ میان الکترودهای ایجادکنندهٔ یک میدان یکنواخت با جنس مشخص قرار دارد، تابعی منحصربه‌فرد از فشار گاز و فاصلهٔ بین الکترودها است.
درستی قانون پاشن در گسترهٔ وسیعی از مقادیر pd نشان داده شده است. با این وجود در مقادیر نسبتاً بزرگ pd، در برخی از گازها دیده شده است که ولتاژ شکست در مقادیر یکسان pd، برای فاصله‌های بیشتر، کمتر است. این دورشدن از قانون پاشن احتمالاً به این علت است که سازوکار شکست تانزند رفته‌رفته جای خود را به سازوکار استریمر می‌دهد. از سوی دیگر در فشارهای بسیارپایین نیز دورشدن از قانون پاشن مشاهده شده است، در این فشارها ولتاژ شکست به ویژگی‌های گاز بستگی ندارد بلکه به خلوص و ویژگی‌ها الکترودها وابسته است.
مطابق قانون گاز {\displaystyle pv=NRT}، فشار گاز با تغییر دما تغییر می‌کند. برای در نظر گرفتن اثر دما در قانون پاشن، معمولاً آن را به صورت {\displaystyle V_{b}=F(ND)} می‌نویسند که در این رابطه N چگالی مولکول‌های گاز است.

## واژه‌نامه
1. ↑  streamer mechanism